# الاتحاد العام للكتاب والأدباء الفلسطينيين
الاتحاد العام للكتاب والأدباء الفلسطينيين وهو أحد مؤسسات منظمة التحرير الفلسطينية، وقد تأسس عام 1966 باسم اتحاد الكتاب والصحفيين الفلسطينيين، ويعد من أهم الاتحادات الشعبية الفلسطينية، وله دور ملموس في تاريخ القضية الفلسطينية.

## النشأة
تأسس الاتحاد العام للكتاب والأدباء الفلسطينيين بموجب انعقاد المؤتمر التأسيسي للاتحاد وذلك في مدينة غزة عام 1966، وقد تأسس حينها باسم «اتحاد الكتاب والصحفيين الفلسطينيين».

## رؤساء ومؤتمرات الاتحاد
- المؤتمر العام الأول، انعقد في في سبتمبر 1972 في بيروت، وانتخب فيه ناجي علوش رئيسًا للاتحاد.[1]
- المؤتمر العام الثاني، في مارس 1977 في تونس.[1]
- المؤتمر العام الثالث، في أبريل 1980 في بيروت، وانتخب فيه عبد الكريم الكرمي رئيسًا للاتحاد.[1]
- المؤتمر العام الرابع، في أبريل 1984 في صنعاء، وانتخب فيه محمود درويش رئيسًا للاتحاد.[1]
- المؤتمر العام الخامس، في فبراير 1987 في الجزائر، وانتخب في فلسطين عبد الناصر صالح نائبًا لرئيس الاتحاد واستمر في ذلك حتى عام 2005.[3]
- وانتخب العام 2009 في رام الله الشاعر مراد السوداني رئيساً للاتحاد.
- انتخب في رام الله الكاتب نافذ الرفاعي رئيساً للاتحاد عام 2018 حتى 2020.
- أعيد انتخاب الشاعر مراد السوداني العام 2019 رئيساً للاتحاد.[4]

## فروع الاتحاد
انشأ للاتحاد عدة فروع منها في سوريا، والأردن، والكويت.

## وصلات خارجية
- الموقع الرسمي للاتحاد العام للكتاب والأدباء الفلسطينيين